# Luna de Fuego
Luna de Fuego é o álbum de estreia da banda Gipsy Kings, lançado em 1983.

## Faixas
Todas as músicas por Gipsy Kings, exceto onde anotado
1. "Amor d'Un Dia" - 4:57
2. "Luna de Fuego" - 3:29
3. "Calaverada" - 2:43
4. "Galaxia" - 3:11
5. "Ruptura" - 4:30
6. "Gipsyrock" - 4:06
7. "Viento del Arena" (Gipsy Kings, Reyes) - 4:55
8. "Princessa" - 3:34
9. "Olvidado" - 2:44
10. "Ciento" - 3:19